# Agrégateur de critiques
Ne doit pas être confondu avec Agrégateur ou Agrégation web.
Un agrégateur de critiques est un système qui recueille des avis sur divers produits et services (tels que films, livres, jeux vidéo, logiciels et voitures). Il peut stocker les avis et les utiliser à des fins telles que la prise en charge d'un site web[réf. nécessaire] sur lequel des utilisateurs peuvent consulter les avis.

## Liste non exhaustive de sites web possédant un agrégateur de critique
- Allociné[1]
- Caradisiac
- GameRankings
- IGN
- Jeuxvideo.com
- Metacritic[2]
- OpenCritic
- Rotten Tomatoes[1]
- Trivago